# Sciapus auresi
Sciapus auresi är en tvåvingeart som beskrevs av Vaillant 1952. Sciapus auresi ingår i släktet Sciapus och familjen styltflugor. Inga underarter finns listade i Catalogue of Life.